# 犬ヶ島
『犬ヶ島』（いぬがしま、原題：Isle of Dogs）は、ウェス・アンダーソンが監督・脚本・製作を務めた、2018年のストップモーション・アニメーションSFコメディ映画。
第68回ベルリン国際映画祭のオープニングを飾り、アンダーソンは銀熊賞（監督賞）を受賞した。全世界で6,400万ドル以上の興行収入を記録し、批評家からはアニメーション、ストーリー、デッドパン・ユーモアが評価され、高い評価を得ている。第76回ゴールデングローブ賞、第72回英国アカデミー映画賞にノミネートされ、第91回アカデミー賞では長編アニメ映画賞と作曲賞の2部門にノミネートされた。

## 物語
その昔、犬と犬嫌いの小林一族との間で争いが起こっていた。劣勢の犬に同情した少年侍は戦に参加し、小林一族の長を殺害するが少年も亡き者になりその魂は祀られ、結局犬も小林一族に勝てず服従を余儀なくされる。
それから千年後。ウニ県メガ崎市では犬の伝染病「ドッグ病」と「スナウト病」が蔓延し始め、社会問題となっていた。
科学者である渡辺教授は「ドッグ病を治す血清がじきに完成する」と主張するが、小林市長はそれを無視し、犬をゴミ島へ隔離することを決める。
最初にゴミ島へ送られたのは、小林アタリ（小林市長の親戚で、3年前の両親の列車事故での死後に、市長の養子となっていた）の飼っていたスポッツだった。
そして、ゴミ島への隔離が決まって6か月後、スポッツを探しにアタリは飛行機を使いゴミ島へ不時着する。そこで待っていたのは、犬のレックス、キング、デューク、ボス、チーフだった。

## 構成
- 第0部（表記なし）
- 第1部：リトルパイロット
- 第2部：スポッツを探せ
- 第3部：ランデヴュー
- 第4部：アタリのランタン

## 世界観・用語解説
メガ崎市
小林一族が古くから支配する市。伝統文化が根強く残っているが、暴力や政治での抗争が激しく治安は良いとはいえない。
ドッグ病
小林市長が自作自演で開発した病気。ノミやダニを通して感染する。症状は「体重減少」「めまい」「居眠り病」「不眠」「極端に攻撃的な行動」など。75%が「スナウト病」の初期症状を示すとされる。表向きは自然発生したと伝えられるが、実際は犬を病気で根絶やしにし、ロボット犬に入れ替えるためのものである。後に渡辺教授によって血清が開発された。

## 声の出演
※括弧内は日本語吹替。
- 小林アタリ - コーユー・ランキン（野田哲平）
- スポッツ - リーヴ・シュレイバー（森川智之）

アタリの護衛犬だった、鼻がピンクで、体は白いブチ犬。
- チーフ - ブライアン・クランストン（楠大典）

ボス犬軍団の自称隊長格の黒犬、野良犬出身。リーダー的存在としてふるまうが、多数決でいつも負ける。
- レックス - エドワード・ノートン（川島得愛）

白色の中型犬、ボス犬軍団の実質のリーダー格。
- キング - ボブ・バラバン（川中子雅人）

顔がブラウンの小型犬、CMに22本出演。
- ボス - ビル・マーレイ（石住昭彦）

高校野球チームのマスコットだった白茶の中型犬、メガ崎ドラゴンズのユニフォームを着ている。
- デューク - ジェフ・ゴールドブラム（横島亘）

灰白の中型犬、健康状態に配慮する犬だった。
- ナツメグ - スカーレット・ヨハンソン（遠藤綾）

ゴミ島のヒロイン的存在の茶色の美人犬、ショードッグ出身。
- ジュピター - F・マーリー・エイブラハム（屋良有作）

黒の大型の救助犬。
- オラクル - ティルダ・スウィントン（町山広美）

ジュピターの仲間のバグ犬。
- 小林市長 - 野村訓市
- メイジャー・ドウモ - 高山明

小林家の執事長。
- 渡辺教授 - 伊藤晃
- 科学者助手ヨーコ・オノ - オノ・ヨーコ（石塚理恵）
- トレイシー・ウォーカー - グレタ・ガーウィグ（戸松遥）

交換留学生でメガ崎高校の新聞部員。
- ヒロシ編集員 - 村上虹郎（島﨑信長）

メガ崎高校の「日刊マニフェスト」の編集者。
- 通訳ネルソン - フランシス・マクドーマンド
- ニュースキャスター - 野田洋次郎
- 筆頭執刀医 - 渡辺謙
- おばさん - 夏木マリ
- ゴンド - ハーヴェイ・カイテル（土師孝也）
- スクラップ - フィッシャー・スティーヴンス（細野晴臣）
- ナレーター - コートニー・B・ヴァンス（石塚運昇）
- 同時通訳機 - フランク・ウッド（英語版）
- アーニー -en:Jake Ryan: ジュニア通訳者
- 第一ジュニア科学者 - 山田孝之
- 第二ジュニア科学者 - 秋元梢
- 第三ジュニア科学者 - 松田翔太
- 第四ジュニア科学者 / バーテンダー - 松田龍平
- ドローン操縦士 - 高橋盾
- パンク少女 - 池田エライザ
- 学生編集員 - 育之介
- 学生編集員 - 兒玉太智
- 学生編集員 - 大社カリン

## プロダクション
2015年10月にアニメーション映画『ファンタスティック Mr.FOX』を監督したアンダーソンは、エドワード・ノートン、ブライアン・クランストン、ボブ・バラバンが主演して犬に関する映画でアニメーションに戻ってくると発表した。アンダーソンは、黒澤明、宮崎駿監督の映画、ランキン・ベースプロダクションズが制作したクリスマス用のストップモーション・アニメーションの影響を強く受けていると話している。
セットの制作には670人のスタッフが携わり、4年かけて作り上げた。

## 評価
Rotten Tomatoesでは、255件のレビューに基づいて89％の支持率を示し、10点中8.1点となった。

### 批判
いくつかの批評家は、この映画で描かれている日本に対して、「ステレオタイプである」、「ホワイト・ウォッシング」（犬を救おうと立ち上がるキャラクターが、交換留学生の女の子）、「日本への配慮が不足している」（原爆を想起させるキノコ雲が上がるシーンが存在する）、「英語至上主義」（日本犬が英語をしゃべる）などとして批判した。

## 受賞
- 第68回ベルリン国際映画祭（英語版） 銀熊賞（監督賞）[12]

## 漫画
望月ミネタロウによるコミカライズが、2018年5月24日発売のモーニング、Dモーニング25号（講談社）にて連載。単行本は2018年8月23日発売。